# Idionyx imbricata
Idionyx imbricata är en trollsländeart som beskrevs av Fraser 1926. Idionyx imbricata ingår i släktet Idionyx och familjen skimmertrollsländor. IUCN kategoriserar arten globalt som otillräckligt studerad. Inga underarter finns listade i Catalogue of Life.